# Peter Legro
Peter Jan Legro (Groningen, 11 november 1937 – Wassenaar, 9 maart 2018) was een Nederlands-Amerikaans bestuurder, werkzaam in de luchtvaart. Hij was president-directeur van Transavia van 1979 tot 2002.

## Leven en werk
Peter Legro groeide op in Groningen. Zijn droom om vliegenier te worden ontstond op vliegveld Eelde, waar hij al jong naar zijn vader keek, die enthousiast zweefvlieger was. Na zijn hbs-b-eindexamen ging hij naar de mts. Daarna deed hij de business school aan de New York State University. Hij kreeg zijn vliegopleiding tot Lockheed F-104 Starfighter-piloot bij de Koninklijke Luchtmacht in Nijmegen, maar werd daarna alsnog afgekeurd omdat hij ruim twee meter lang was en de cockpit niet dicht kon.

### Pan Am
Zijn eerste baan was bij bandenfabrikant Firestone, die hem naar Liberia uitzond. Daar stapte hij over naar Pan American Airlines, die het vliegveld runde, en werd daar directeur Liberia. Na functies in het Grote Oceaangebied, Oost-Europa en Turkije werd hij door Pan Am overgeplaatst naar Schiphol-Oost en werd hij benoemd tot directeur Nederland.

### Transavia
In 1979 stapte hij over naar Transavia. Dat bedrijf maakte hij groot, eerst als chartermaatschappij, later als lijndienstmaatschappij. In 2001 introduceerde hij Basiq Air voor goedkope vluchten volgens het no-frills-concept.
Toen hij in 2002 met pensioen ging vervoerde Transavia jaarlijks 4.000.000 passagiers en had het bedrijf 2000 man personeel. Transavia vervoerde 60% van de Nederlandse vakantiegangers. Bij zijn vertrek weigerde Legro een commissariaat, omdat hij vond dat het bedrijf een frisse wind kon gebruiken. Op 1 april 2002 volgde Floris van Pallandt (1954), afkomstig van de KLM Cityhopper, hem op.

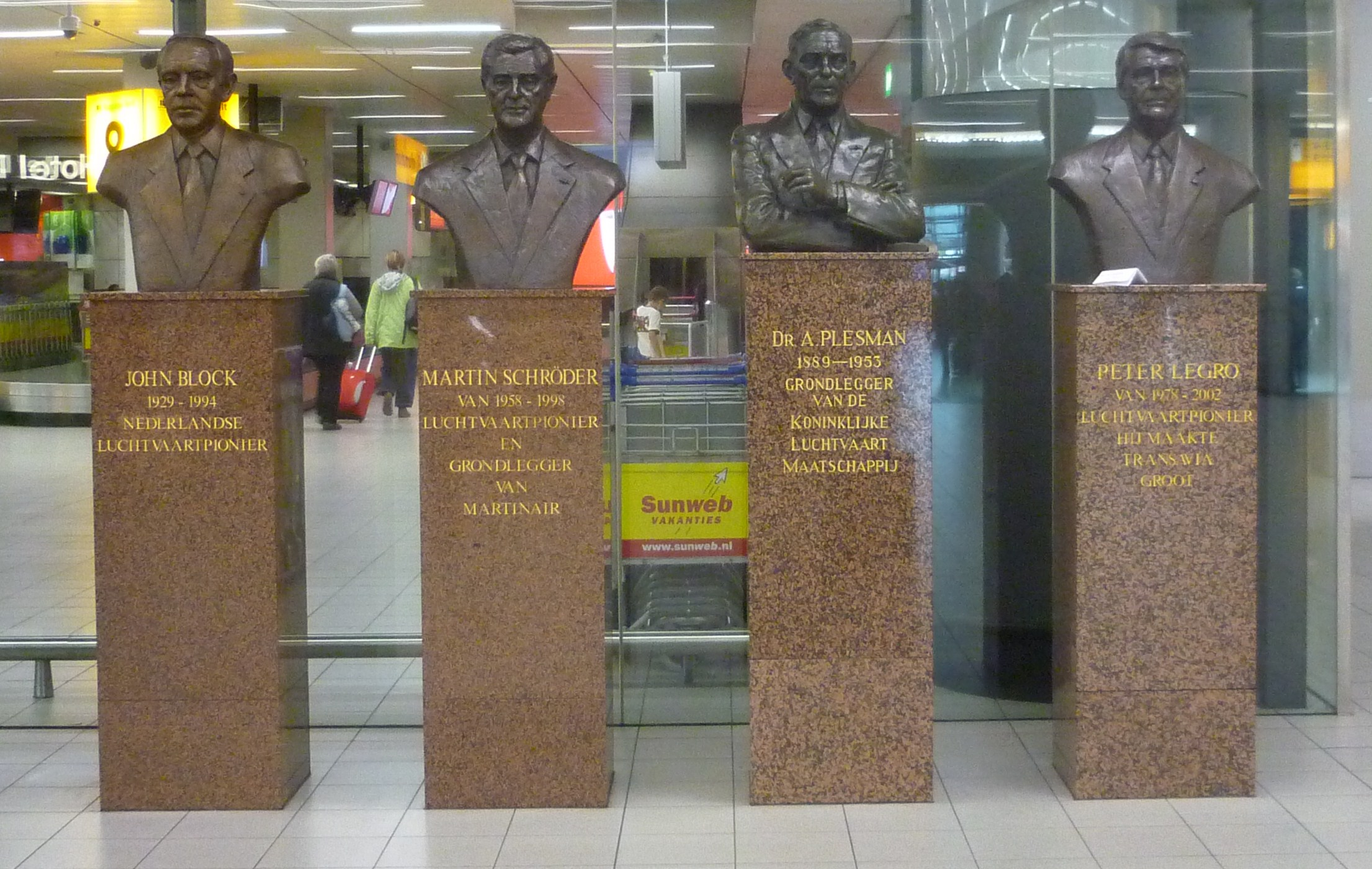
Beelden op Schiphol; het beeld van Legro is het eerste van rechts

In 2002 werd door Victor Deconinck en Jan Heinemans een boek over Legro uitgegeven: "Peter Legro: Leven van de Lucht".
Samen met John Block, Martin Schröder en Albert Plesman wordt Legro op Schiphol met een borstbeeld geëerd. Het beeld van Albert Plesman dateert uit 1953 en is gemaakt door Servaas Maas. De overige zijn gemaakt gemaakt door Kees Verkade. Op de sokkel van Legro staat "Luchtvaartpionier" en "Hij maakte Transavia groot".

### Privé
Peter Legro en zijn Zweedse echtgenote kregen drie kinderen.